# Elko (Minnesota)
Elko és una població dels Estats Units a l'estat de Minnesota. Segons el cens del 2000 tenia 472 habitants.

## Demografia
Segons el cens del 2000, Elko tenia 472 habitants, 155 habitatges, i 128 famílies. La densitat de població era de 134 habitants per km².
Dels 155 habitatges en un 52,3% hi vivien nens de menys de 18 anys, en un 72,3% hi vivien parelles casades, en un 5,2% dones solteres, i en un 16,8% no eren unitats familiars. En el 12,9% dels habitatges hi vivien persones soles el 3,2% de les quals corresponia a persones de 65 anys o més que vivien soles. El nombre mitjà de persones vivint en cada habitatge era de 3,05 i el nombre mitjà de persones que vivien en cada família era de 3,33.
Per edats la població es repartia de la següent manera: un 35,2% tenia menys de 18 anys, un 5,1% entre 18 i 24, un 43,6% entre 25 i 44, un 12,9% de 45 a 60 i un 3,2% 65 anys o més.
L'edat mediana era de 31 anys. Per cada 100 dones de 18 o més anys hi havia 109,6 homes.
La renda mediana per habitatge era de 67.625 $ i la renda mediana per família de 70.625 $. Els homes tenien una renda mediana de 41.324 $ mentre que les dones 31.250 $. La renda per capita de la població era de 21.827 $. Cap de les famílies i l'1,2% de la població estaven per davall del llindar de pobresa.

## Poblacions més properes
El següent diagrama mostra les poblacions més properes.